# TV 2 (덴마크)

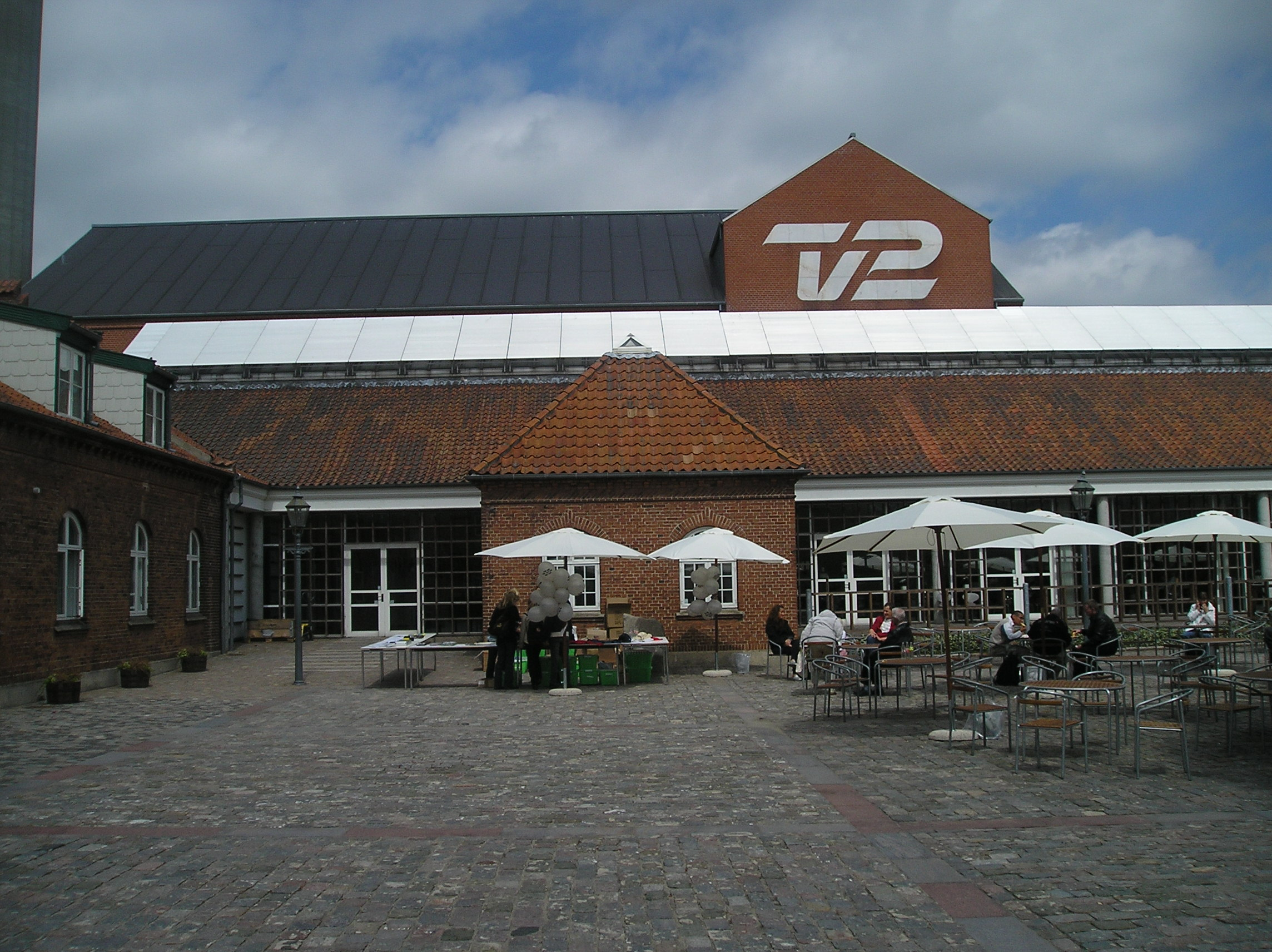
TV2의 본사

TV2는 1986년에 덴마크 정부에 의해 설립된 덴마크의 공영 방송국이다.
37년간 이어져 오던 DR TV(덴마크 방송 협회 운영)의 독점 체제를 무너뜨리고 1988년 10월 1일에 첫 방송을 시작하였으며 이는 덴마크에서 두 번째로 개국한 텔레비전 방송국이 되었다. 2006년 8월 23일에는 라디오 방송국도 개국하였다. 원래 무료 방송이었으나, 2012년 1월 11일 유료화되었고, 동시에 HD 방송을 시작했다.

## 지역 방송국

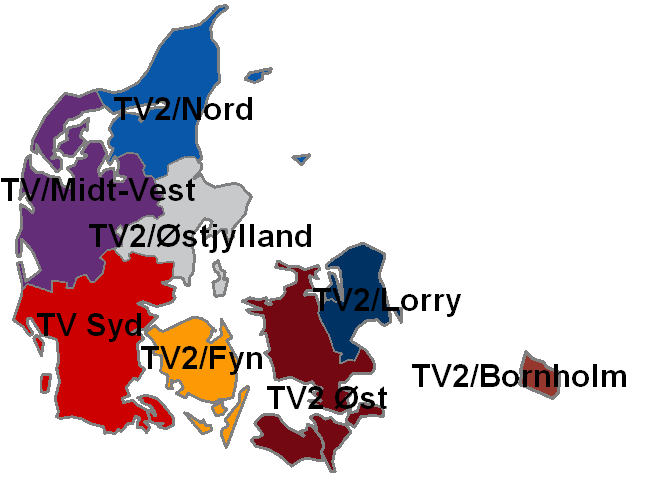
TV2의 지역별 방송 권역

TV2의 텔레비전은 전국 단일 텔레비전 채널로 운영하는 DR과 달리 각 지역별로 텔레비전 방송을 운영하고 있다. 각 지역별 방송국은 아래와 같다.
- TV Syd(구 쇠네르윌란주, 구 리베주, 구 바일레주)
- TV 2/Fyn(구 퓐스주)
- TV 2/Øst(구 스토르스트룀주, 구 베스트셸란주)
- TV 2/Nord(구 노르윌란주)
- TV 2/Lorry(구 코펜하겐주, 구 프레데릭스보르주, 구 로스킬레주)
- TV/Midt-Vest(구 링쾨빙주, 구 비보르주)
- TV 2/Østjylland(구 오르후스주)
- TV 2/Bornholm(보른홀름섬)

## 형제자매 채널
- TV2 Zulu: 2000년 개국
- TV2 Charlie: 2004년 개국
- TV2 Fri: 2013년 개국
- TV2 News: 2006년 개국
- TV2 Sport: 2015년 개국
- TV2 Sport X: 2020년 개국

### 없어진 채널
- 구 TV2 Sport: 2006~2013, 이후 TV3 Sport 1로 재개국
- TV2 Film: 2005~2015, TV2 Sport로 대체